# ムンバイのヴィクトリアン・ゴシックとアール・デコの遺産群
ムンバイのヴィクトリアン・ゴシックとアール・デコの遺産群（ムンバイのヴィクトリアン・ゴシックとアール・デコのいせきぐん）は、19世紀のビクトリア朝のネオゴシック様式の公共建築物、及び20世紀のムンバイのアールデコ様式の建築物を示す。 ムンバイのフォート地区にあり、2018年にユネスコの世界遺産に登録された（ID1480）。

## 概要
ビクトリア朝ゴシック様式の建物とアールデコ様式のこれらの建物は、かつてエスプラネードとして知られていた大きなレクリエーションの場であるオーバルマイダン周辺にある。楕円形の東側にはビクトリア朝ゴシック様式の公共の建物があり、西側にはバックベイ再生とマリンドライブのアールデコ様式の建物がある。 合計94の建物を保護することを目的としている。
楕円形の東にある19世紀のビクトリア朝ゴシック様式の建物は、主にムンバイ高等裁判所、ムンバイ大学（フォートキャンパス）、市民事裁判所（旧事務局ビル内）である。 この範囲には、ムンバイのランドマークの1つであるラジャバイ時計塔もある。20世紀のアールデコ様式の建物は、楕円形の西側に隣接し、主に個人所有の住宅とエロスシネマで構成されている。
このビクトリア朝ゴシック様式とアールデコ様式の建物のアンサンブルは、2018年6月30日、バーレーンのマナーマで開催された第42回世界遺産委員会のセッション中に世界遺産リストに追加された。

## 遺産の構造や場所のリスト

### ビクトリア朝

#### ネオゴシック
- 市民事裁判所（旧事務局）
- ムンバイ大学（ラジャバイ時計塔、大学図書館、召集ホール）
- ムンバイ高等裁判所
- 公共事業部ビル
- エスプラネードマンション
- デビッドサスーン図書館
- エルフィンストーン大学
- マハラシュトラ警察本部
- インド商人の邸宅
- ウェリントン噴水

#### 新古典主義
- 標準チャータードバンクビル
- 陸海軍ビル
- 科学研究所
- ムンバイ国立近代美術館、ジャハーンギール卿

#### インド・サラセン様式
- 西部鉄道本部事務所
- チャトラパティシヴァージーマハラジヴァストゥサングラハラヤ
- 雄大なアムダールニワス

### アールデコ
- リーガルシネマ
- モタボイマンション
- スーナマハル
- ケヴァルマハル
- オーバルマイダンとマリンドライブ周辺の建物

## ギャラリー

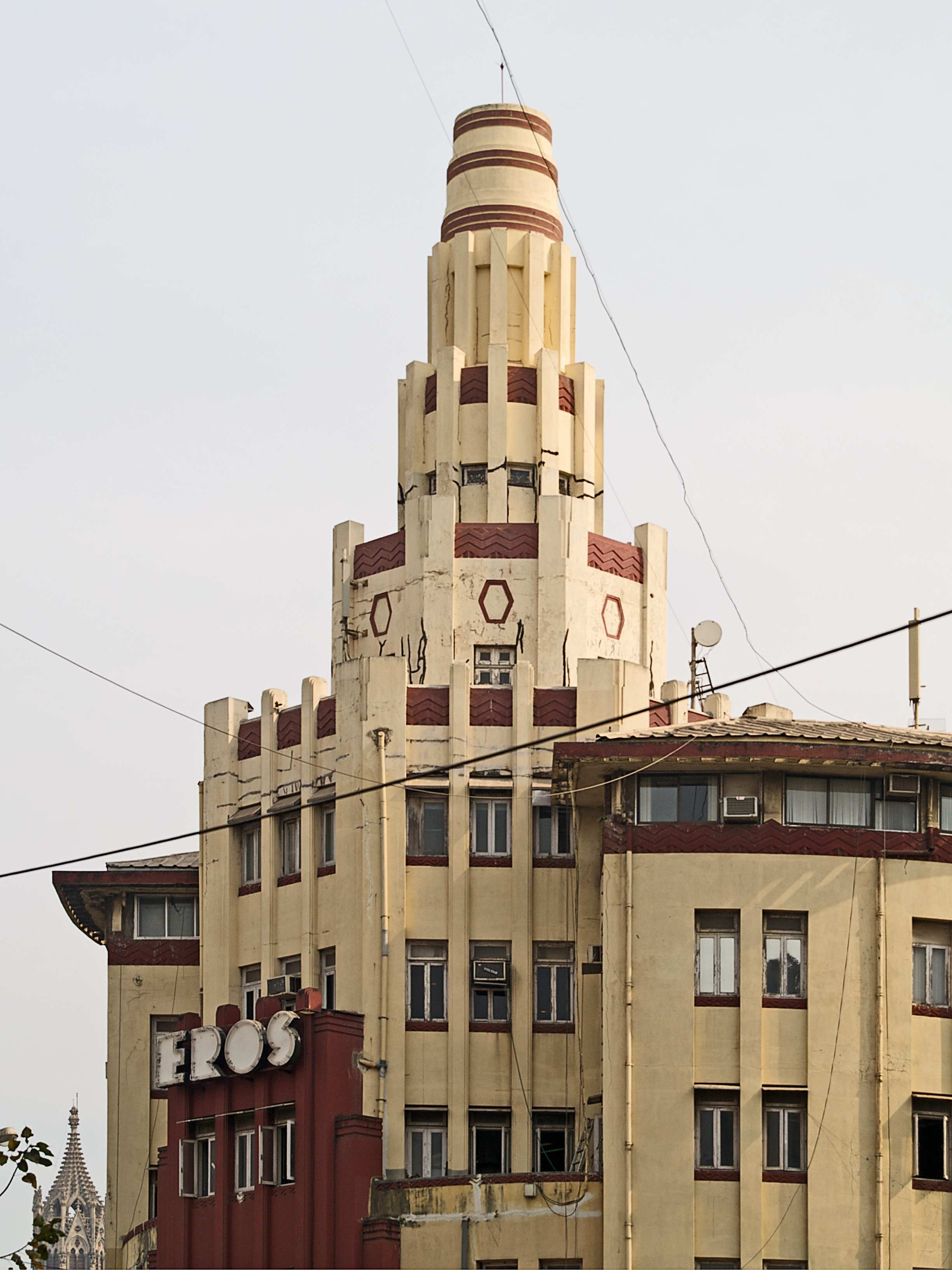
エロスシネマ（アールデコ）
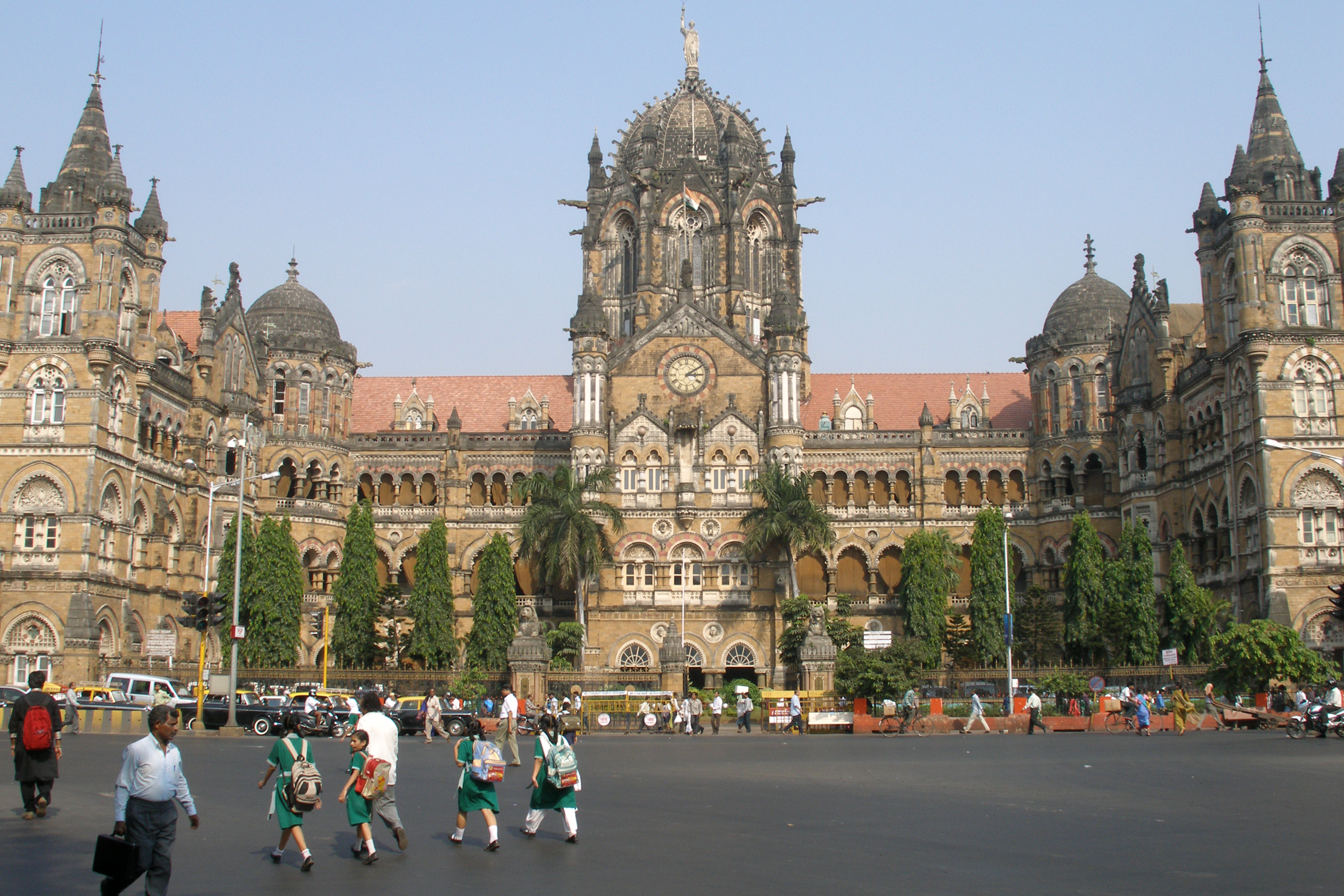
チャトラパティシヴァージーマハラジターミナス
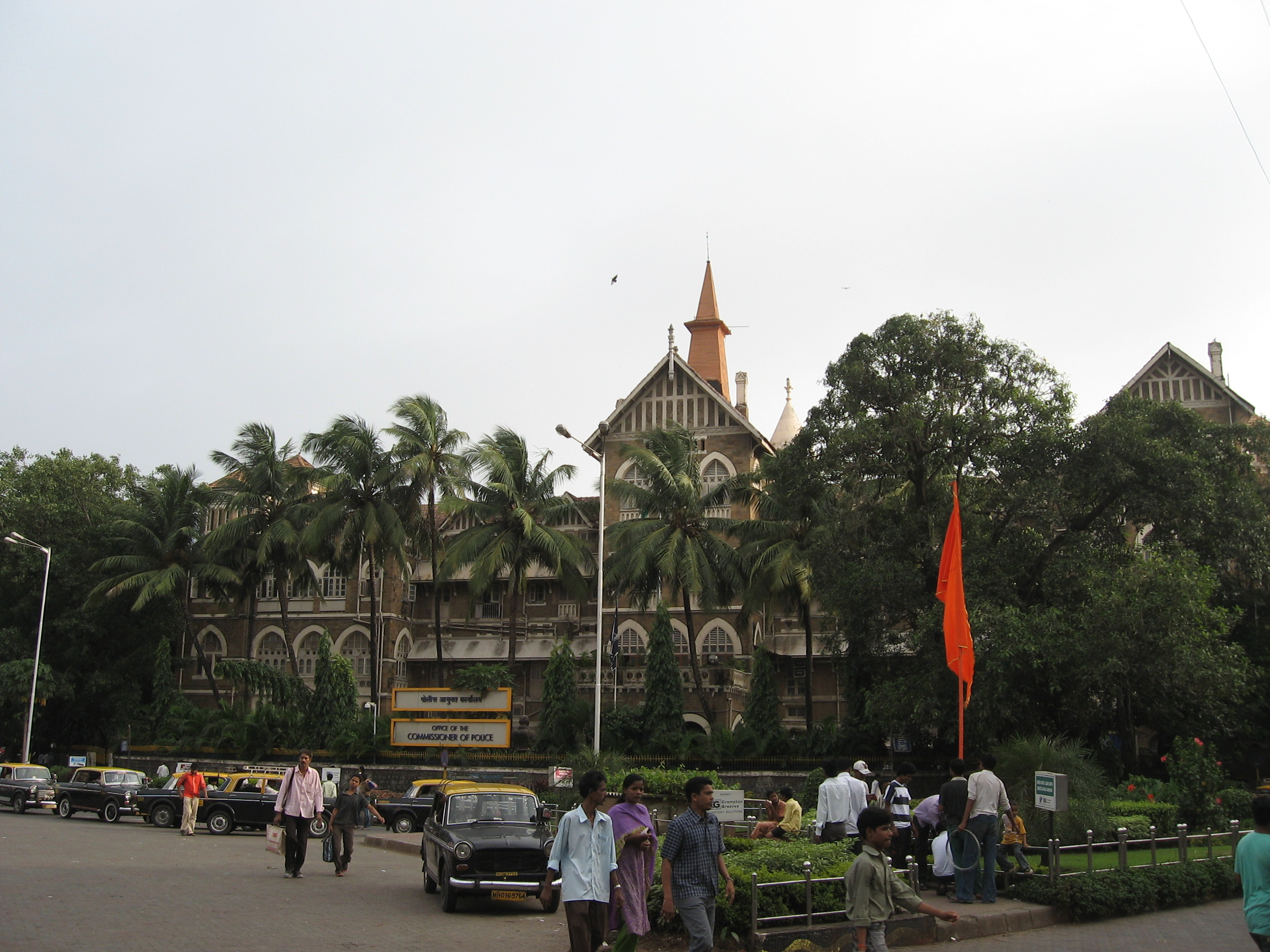
ムンバイ警察
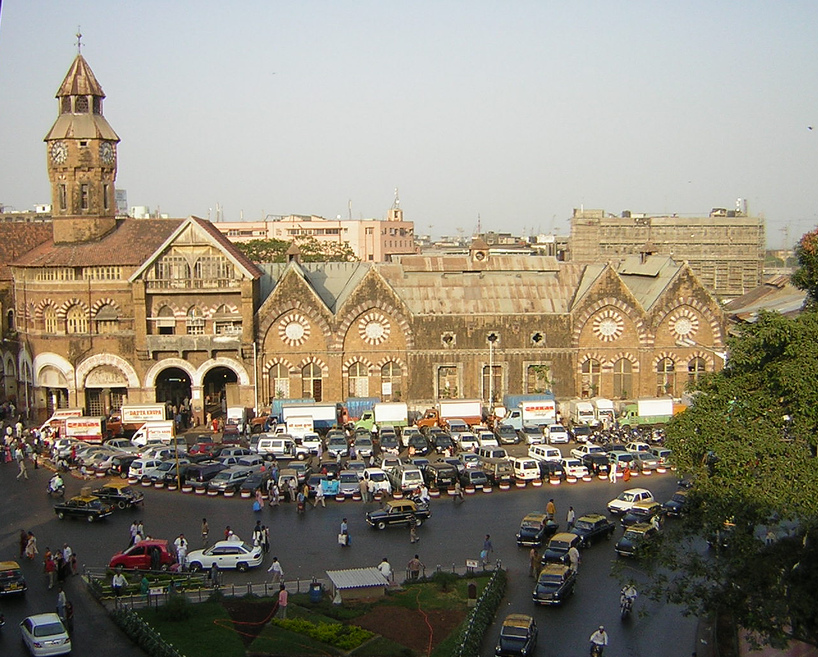
クロフォードマーケット
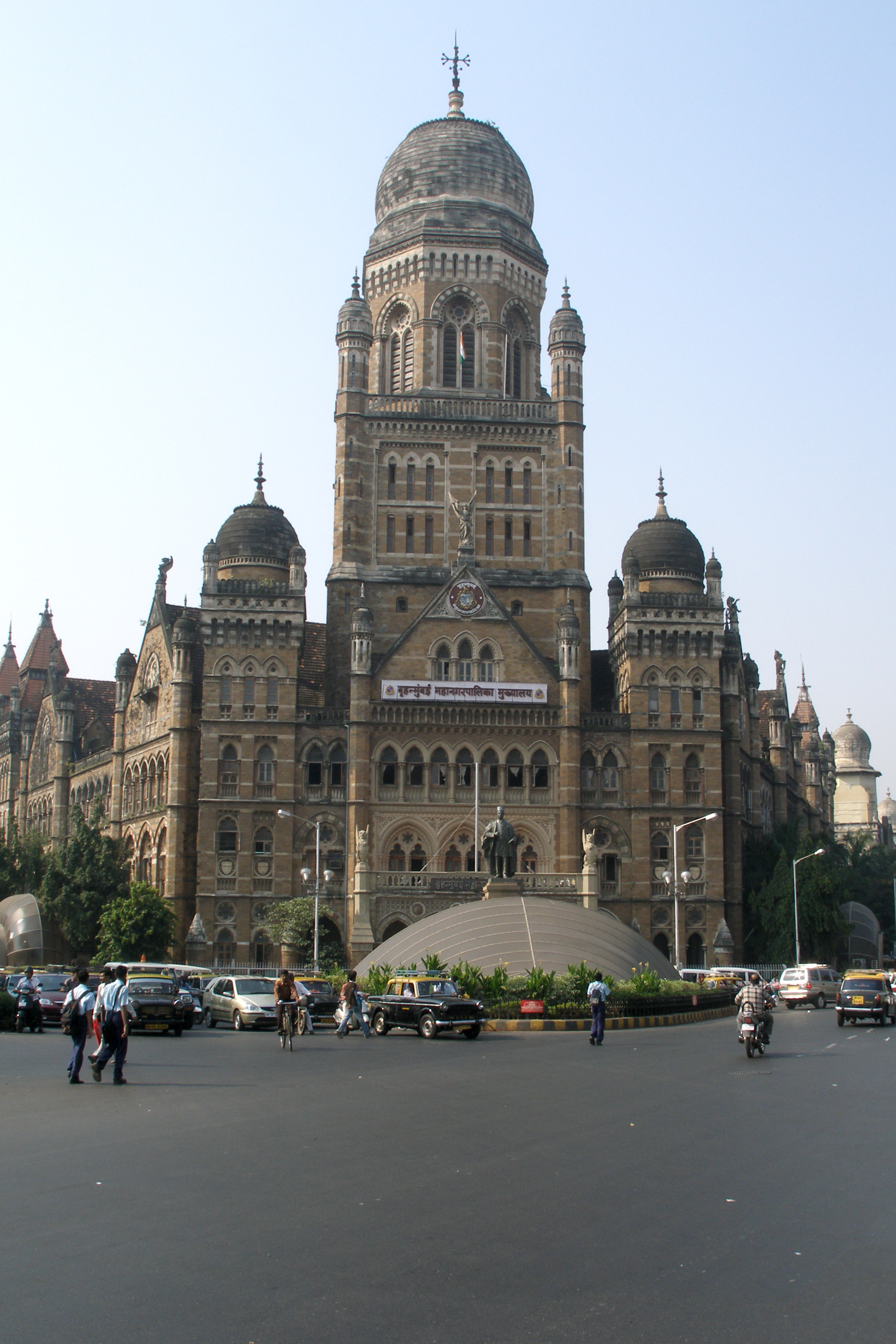
グレータームンバイビルの市営企業
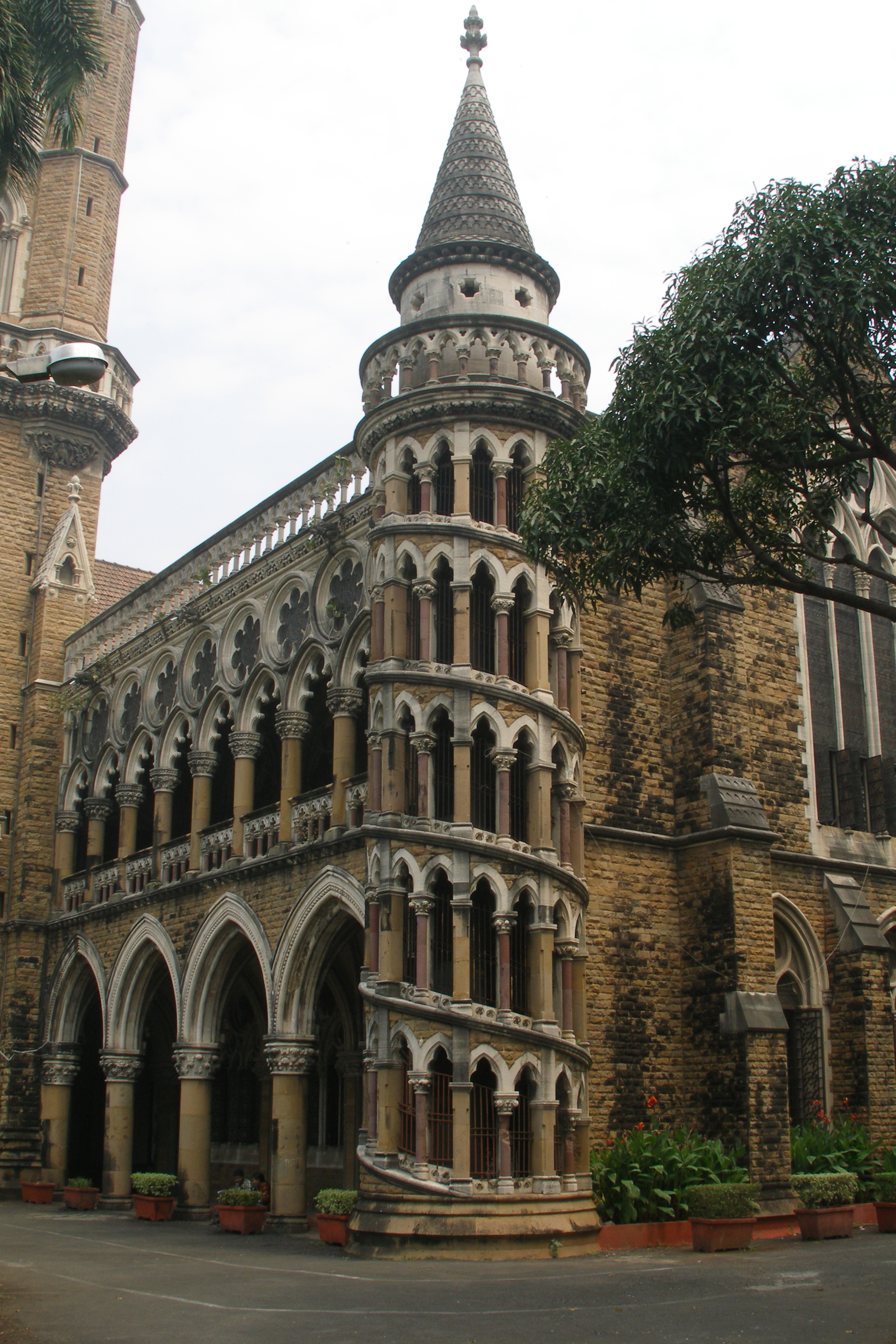
大学図書館
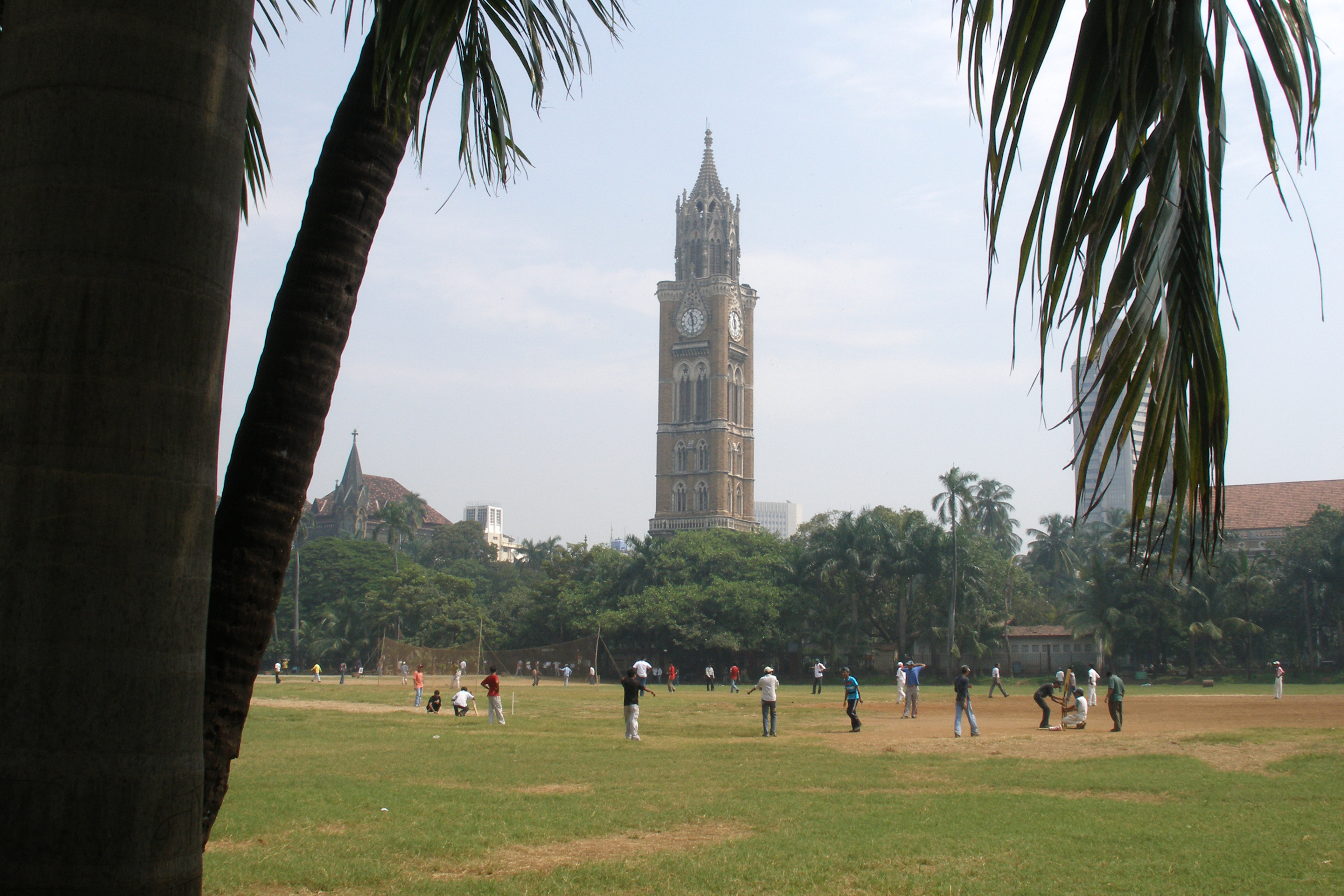
ラジャバイ時計台
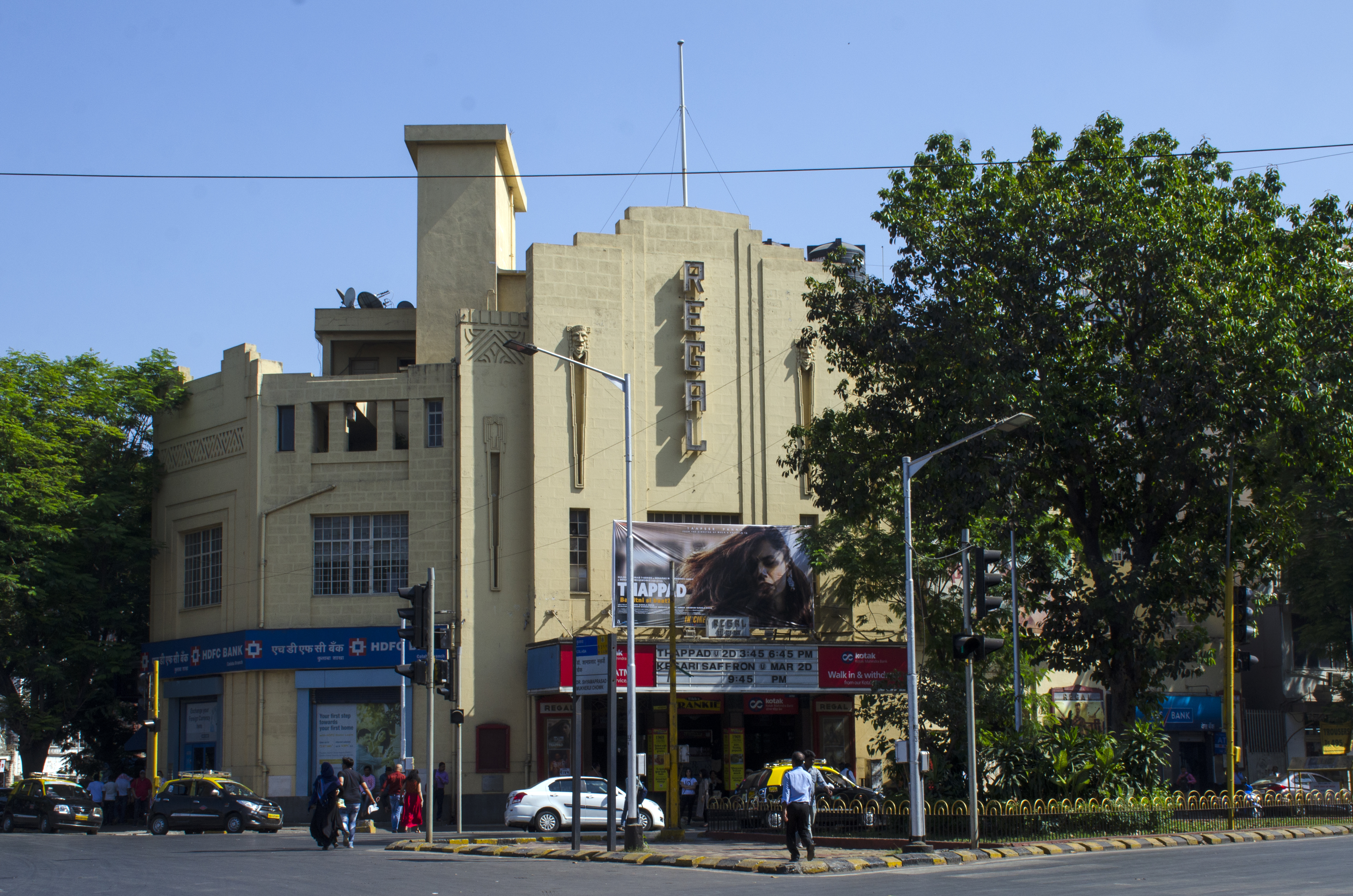
リーガルシネマ